# Deportes Valdivia
Club Deportes Valdivia is een Chileense voetbalclub uit Valdivia. De club werd opgericht op 5 juni 1983 en heropgericht op 19 december 2003. De voornaamste rivalen van de club zijn Provincial Osorno en Club de Deportes Puerto Montt. Valdivia speelde in totaal twee seizoenen in de hoogste afdeling van het Chileense betaald voetbal, de Primera División.

## Erelijst
- Tercera División

2006 [A]

## Bekende (oud-)spelers
- Pedro González